# Agyrta dux
Agyrta dux är en fjärilsart som beskrevs av Walker 1854. Agyrta dux ingår i släktet Agyrta och familjen björnspinnare. Inga underarter finns listade i Catalogue of Life.